# 小莫夏尼齊亞
50°22′18″N 25°59′5″E / 50.37167°N 25.98472°E
小莫夏尼齊亞（烏克蘭語：Мала Мощаниця），是烏克蘭西北部的村莊，隸屬里夫內州的里夫內區。該村始建於1563年，面積18.5平方公里，海拔高度274米，2001年人口719，人口密度每平方公里38.9人。